# Hans Philip Pretorius
Hans Philip Pretorius (død 17. december 1732) var en dansk officer, farbror til Andreas August Pretorius.
Han var bror til oberstløjtnant Georg Wilhelm Pretorius (død 1702) og hørte til en militærslægt, som under Christian V kom til Danmark fra Sachsen. Pretorius deltog i Den Spanske Arvefølgekrig og Den Store Nordiske Krig og døde 17. december 1732 som generalmajor, kommandant på Kronborg og ridder af det hvide bånd. 1724-25 var han vicekommandant af København og fra 30. juli 1725 kommandant af Kronborg.